# 高岡市立二塚小学校
高岡市立二塚小学校（たかおかしりつ ふたつかしょうがっこう）は富山県高岡市にある公立小学校。

## 周辺
- 金毘羅神社

## 出身の著名人
- 田畑一也 - プロ野球選手